# グレゴリー・ガン殺害事件
グレゴリー・ガン殺害事件は2016年2月25日の朝、アメリカ合衆国アラバマ州モンゴメリーで発生した事件。58歳のアフリカ系アメリカ人のガンは、自宅近くで職務質問から逃れようとしたところ、白人警官のアーロン・コディ・スミスに射殺された。スミスは殺人罪に問われ、2016年に大陪審により起訴された。事件は裁判地をアラバマ州オザークに変更されて2019年の後半に裁判が開始される。2020年1月、スミスは過失致死で有罪になり、懲役14年の判決が出た。

## 背景
グレゴリー・ガンはアラバマ州モンゴメリーのモービルハイツ近郊に母親と住んでいた。1976年にセント・ジュード高校を卒業し、1981年に経理財務の学位を取りアラバマ州立大学を卒業した。また、彼は学生社交会カッパ・アルファ・サイのメンバーでもある。当時、近辺で侵入盗が多発していた。モンゴメリー署の警察官アーロン・コディ・スミスは、ガンは"黒っぽい服を着た黒人男性"という容疑者の特徴に一致したという。

## 衝突
2016年2月25日午前3時20分頃、ガンはカードゲームを終えて非武装の状態で歩いて家に帰る途中、近所をパトロールするスミスと出くわした。スミスはガンを止めて職務質問を試みたが、その途中でガンは逃げ出した。スミスは追いかけて、テーザー銃でガンの無力化を試みたが、失敗すると警棒で殴り始めた。後にスミスは、ガンが塗装具の棒を手にしたため、正当防衛で銃を使用することになったと証言している。スミスが7回発砲し、そのうちの5発がガンに命中して命を奪った。

## 裁判
スミスは事件後に休職扱いになり、逮捕されてアラバマ捜査局に尋問のあとに殺人罪で告発された。2016年11月、大陪審は彼を殺人罪で起訴する。彼はモンゴメリーで裁判を受けるはずだったが、被告弁護人の要求で裁判は白人が多数を占めるデール郡のオザークに移された。弁護人は要求の中で、モンゴメリー地区の人種的偏見、メディアの事件報道、市当局の行動のすべてが陪審員に影響を与えると主張した。また、"スミスはモンゴメリー署で最初かつ唯一、発砲に巻き込まれた案件で逮捕され告発された警察官である"とも述べている。8人の裁判官が自らを忌避した。
審理では、スミスは、争っている中でガンが金属の塗装具の棒を握ったことが銃を使うまでエスカレートしたのだと証言した。それに対し、検察側は事件現場の写真では、ガンの手には帽子が握られており、棒を拾うのは不可能だったと反論している。州の捜査官も棒からガンの指紋は検出されていないと証言した。また、彼らはスミスが事件から裁判の間に、争いについていくつもの違う証言をしていることも強調した。スミスは職務質問の際にボディカメラも車載カメラもスイッチを入れておらず、事件に関する詳細のいくつかは不明のまま残った。
2019年11月22日、陪審はスミスを殺人罪より軽い過失致死罪で有罪とした。評決の後、ガンの兄弟のフランクリンは「彼らは保守色の強い郡に裁判を移し、違う結果を期待していた……しかし、今日、アラバマの最高な結果を見たと信じる。腐ったりんごのひとつが取り除かれた」と話した。2020年1月29日、スミスは懲役14年の判決を受ける。2020年5月に保証金を払い上訴期間中の保釈が認められた。2021年5月、上訴は棄却される。

## 不法死亡訴訟
ガンの家族は、2016年2月に連邦裁判所にモンゴメリー市を相手に不法死亡訴訟を起こした。訴訟は2020年4月に和解合意した。